# Сытенька
Сытенька (укр. Ситенька) — река в Дубенском районе Ровненской области и Золочевском районе Львовской области Украины. Правый приток реки Слоновка (бассейн Днепра).
Длина реки 26 км, площадь бассейна 162 км2. Долина корытообразная, шириной до 2 км, глубиной до 10 м. Пойма двусторонняя (шириной до 500 м), в среднем и нижнем течении заболочена. Русло извилистое, шириной 5-10 м, в верховье часто пересыхает, в низовьях на отдельных участках выпрямлено. Уклон реки 1,1 м/км. Есть несколько прудов.
Берёт начало на северной окраине села Гайки-Сытенские. Течёт в пределах Бродовской равнины (восточная часть Малого Полесья) на северо-запад, запад и (в приустьевой части) юго-запад. Впадает в Слоновку к югу от села Корсов.